# Poltava (bok)
Poltava: berättelsen om en armés undergång är en bok från 1988 av Peter Englund om slaget vid Poltava år 1709 och var Englunds debutbok.
I boken skildras det katastrofala slaget, vid vilket 10 000 människor dog, timme för timme. Utifrån dagböcker ges ögonvittnesskildringar från såväl generaler som soldater, fältpräster och änkor efter soldater. Det beskrivs hur man sköt med musköter, hur man färdades och hur skadade och döda togs omhand.
Boken har bland annat översatts till franska, engelska, ryska, finska, danska, norska, lettiska och polska.